# Люба Ивошевич
Люба Ивошевич-Димитрова (на сръбски: Љубица Ивошевић-Димитров) е сръбска и българска поетеса и синдикалистка, първата съпруга на Георги Димитров.
Тя е деятелка на Българската комунистическа партия, а преди това на Сръбската социалдемократическа партия и профсъюзното движение в Югославия. Като работничка-шивачка в Сърбия се включва в тамошните работнически борби и влиза в Сръбската социалдемократическа партия.

## Биография
Останала отрано без майка, тя е отгледана от леля си. На 14 години вече работи като шивачка. Няколко години по-късно вече е в Белград, а след това във Виена. Става известна моделиерка. Изнася беседи, учи езици. Става покрай брат си активна синдикалистка.
През 1902 година идва в България и става членка на БРСДП. След кратък престой в Русе и Сливен се мести през 1904 г. в София, където започва работа в ателието за луксозно облекло на придворния шивач С. Полицер, на което малко по-късно става управителка.
Публикува стихове в българския и сръбския ляв печат. От 1909 до 1912 г. е редакторка на българския вестник „Шивашки работник“.
От 1914 г. е членка на Централната женска комисия при ЦК на БРСДП (т.с.). През 1920 г. е пратеничка на БКП (т.с.) на конгрес на Югославската комунистическа партия. След Септемврийското въстание от 1923 г. емигрира в СССР, където остава до смъртта си през 1933 г.

## Личен живот
Любица Ивошевич се запознава с Михаил Кантарджиев – съосновател на Българската работническа социалдемократическа партия и синдикалист от Сливен. През 1903 г. се омъжва за него, но бракът им трае около година. Развеждат се поради партийни разногласия, защото той е „широк“, а тя – „тесен“ социалист. След развода тя се премества в София.
През 1906 г. се омъжва за Георги Димитров. Тя не само издържа семейството, но и поема образованието на незавършилия основно училище Димитров. Години наред заляга с него над учебниците за гимназиалния курс, учи го на немски език, подбира му литература. Успехите му сред нежния пол обаче силно я нараняват и предизвикват болезнената ѝ ревност още в България. Нейният живот с Димитров впоследствие става тежък. Той е човек, който почти не се прибира вкъщи. Люба не може да роди дете.
След 1923 г. тя живее постоянно в московския хотел „Люкс“, където изпада в депресия. През 1927 г., вече психично разстроена, Ивошевич е настанена в специален санаториум край съветската столица. В периода на работа на Димитров в Европа след 1928 година тя остава в Москва, като психичните ѝ проблеми се задълбочават, може би и заради постоянната напрегната обстановка в съветските политически среди. Заради утежняващата се параноидна шизофрения тя прекарва все по-продължителни периоди в психиатрични клиники и санаториуми.
Арестуването на Димитров през 1933 г. по обвинението за подпалване на Райхстага изостря състоянието ѝ. Самоубива се, като се хвърля от последния етаж на санаториума.
Погребана е в Новодевическото гробище в Москва. Нейното име носи улица в белградския квартал Церак.